# Tele Ponte di Legno
Tele Pontedilegno è un'emittente televisiva locale della Val Camonica, con sede a Ponte di Legno in provincia di Brescia.

## Storia
Tele Pontedilegno nasce nel settembre 1988 come emittente amatoriale per volontà e su iniziativa di Romano Rizzi con lo scopo di raccontare la realtà e la gente di Ponte di Legno e delle aree circostanti. 
Dopo altalenanti vicissitudini economiche, è oggi sostenuta dall'associazione "Amici di Romano", che si occupa della gestione finanziaria.

## Programmi
L'emittente trasmette prevalentemente immagini della natura del posto, interviste alla gente del luogo e i consigli comunali dei comuni dell'alta Val Camonica, in particolare di Ponte di Legno, Temù, Vezza d'Oglio, Vione, Monno e Edolo.

## Multiplex
Con il definitivo passaggio al digitale terrestre nel novembre 2010, Tele Pontedilegno ha iniziato a trasmettere con questa modalità sulla frequenza UHF 61.
In seguito alla dismissione forzata della banda UHF 61/69 decretata dal governo e dalle regole europee, Tele Pontedilegno ha dovuto abbandonare la propria frequenza di trasmissione per buona parte della Val Camonica, poiché rimasta esclusa dalle graduatorie. Trasmette ora sulla frequenza UHF 42 solo da Corna d'Aola, trovando però anche ospitalità all'interno del Multiplex di TeleBoario, irradiato nell'area del Sebino e della Val Camonica sulla frequenza UHF 34. All'interno di quest'ultimo e nel proprio Mux (che contiene soltanto l'unico canale dell'emittente), Tele Pontedilegno si colloca alla LCN 89.